# Tosin Kehinde
Tosin Kehinde (Lagos, 1998. június 18. –) nigériai labdarúgó, a Ferencváros játékosa.

## Pályafutása
Kehinde a Manchester United akadémiáján nevelkedett; az U19-es csapatban szerepelt a 2015–2016-os UEFA Ifjúsági Liga csoportkörében. 2018 nyarán a portugál élvonalbeli Feirense csapatához szerződött; a klubnál többnyire az utánpótlás csapatnál futballozott, a felnőttek között nem lépett pályára. A 2019–2020-as szezonban kölcsönben a dán élvonalbeli Randers csapatába igazolt, a szezon végén pedig végleg szerződtette őt a dán csapat, ahol 2021-ben dán kupát nyert. A Randersben 2019 és 2023 között összesen kilencvenhét bajnoki mérkőzésen lépett pályára és kilenc gólt szerzett. 2023 júniusában a magyar élvonalbeli Ferencváros szerződtette.
2024. augusztus 17-én a labdarúgó NB I 4. fordulójában az Újpest elleni mérkőzés 92. percében győztes gólt lőtt (1–0).

## Sikerei, díjai
Randers
- Dán kupa: 2020–21

 Ferencváros
- Magyar bajnok (2): 2023–24, 2024–25[4]
- Magyar kupa ezüstérmes (2): 2024,[5] 2025